# Cordylomera acuminata
Cordylomera acuminata là một loài bọ cánh cứng trong họ Cerambycidae.